# Fsck

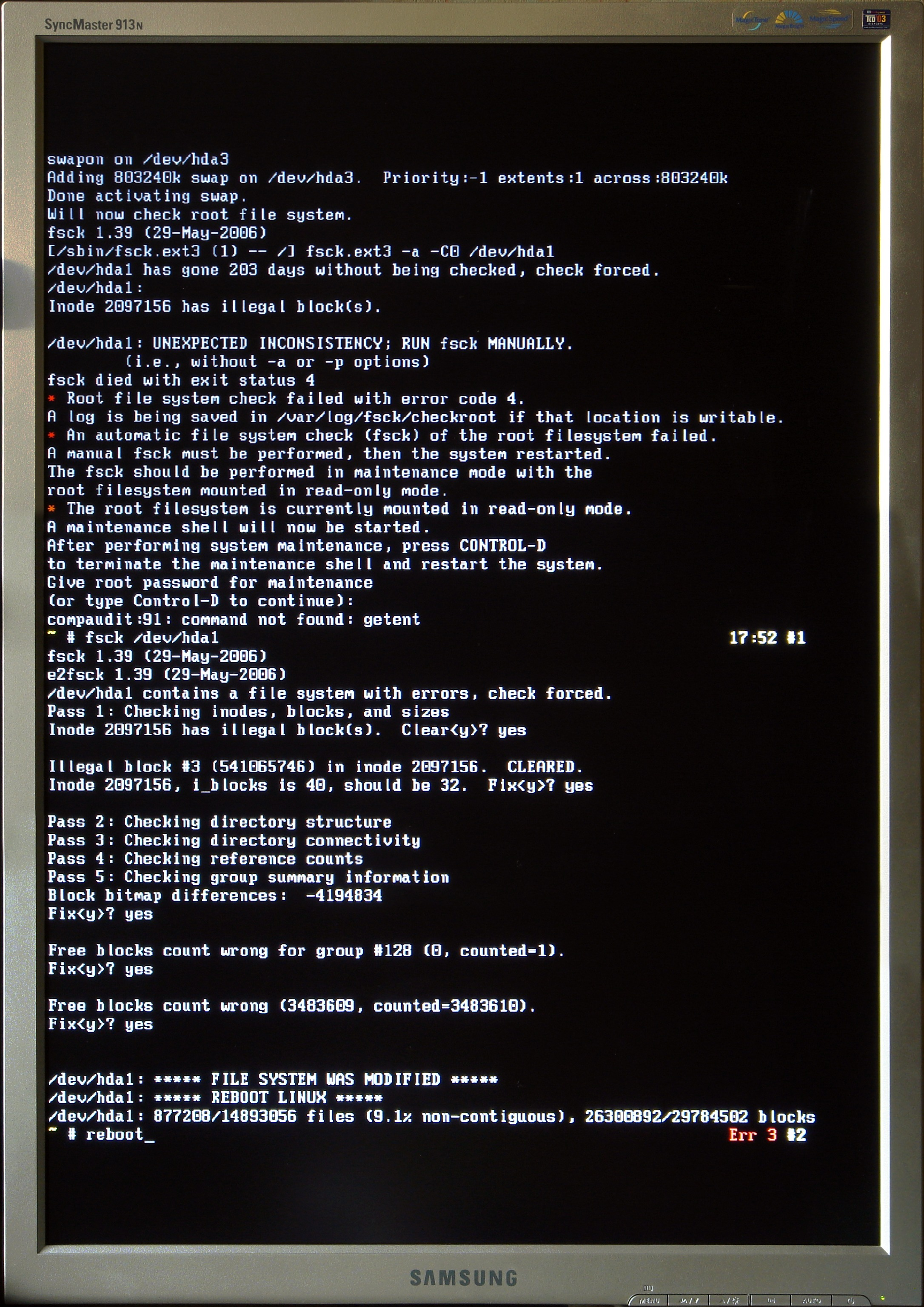
Salida de información del comando Fsck (versión 1.39).

fsck (file system check o bien file system consistency check) es una utilidad de los sistemas Unix y similares, como Linux, AIX y MAC OS X que se utiliza ante alguna inconsistencia del sistema de archivos para corregir los posibles errores en el sistema.
fsck se ejecuta automáticamente al inicio del sistema ante alguna anomalía, pero también puede ser utilizada manualmente por el administrador del sistema para forzar una verificación.
Para verificar un sistema de archivos es muy aconsejable hacerlo mientras éste está desmontado.
La sintaxis básica de esta utilidad es:
```
fsck [-opciones] /dev/hdXXX (o sdXXX)
```

donde debemos sustituir [-opciones] por el parámetro que queramos utilizar y hdXXX por el nombre de la partición que queramos verificar.
Los parámetros básicos son:

-a confirmar automáticamente. No recomendado.

-c comprobar bloques en el disco. 

-f forzar la verificación aunque todo parezca normal. 

-v (verbose) despliega más información. 

-r Modo interactivo. Espera nuestra respuesta. 

-y asume yes de respuesta.

- Datos: Q283865